# Aspe (seizoen 5)
Het vijfde seizoen van de Belgische televisieserie Aspe werd uitgezonden van 23 februari 2009 tot 18 mei 2009. De reeks telt 13 afleveringen.

## Rolverdeling
| Acteur                 | Personage          | Hoofdcast        | Gastrol         |
| ---------------------- | ------------------ | ---------------- | --------------- |
| Herbert Flack          | Pieter Van In      | volledig seizoen |                 |
| Koen Van Impe          | Ivo Verbruggen     | 7 afleveringen   | 2 afleveringen  |
| Francesca Vanthielen   | Hannelore Martens  | volledig seizoen |                 |
| Michel Van Dousselaere | Roger De Kee       | volledig seizoen |                 |
| Mathias Coppens        | Mitch Dedecker     | 11 afleveringen  |                 |
| Maaike Cafmeyer        | Carine Neels       | 12 afleveringen  |                 |
| Herman Boets           | Leo Vanmaele       |                  | 11 afleveringen |
| Guy Van Sande          | Guy Van Steenkiste |                  | 6 afleveringen  |
| Alice Reys             | Tamara Meijer      |                  | 3 afleveringen  |
| Camilia Blereau        | Wivina Lansier     |                  | 2 afleveringen  |
| Lucas Van den Eynde    | Guido Versavel     |                  | 1 aflevering    |

## Afleveringen

### Geen Post Vandaag
Postbode Maurice Heylants is op ronde als hij koelbloedig wordt neergeschoten. Hij kreeg één kogel recht door het hart en één kogel in de buik. De ondervraging van Mathilde Dekoninck (Mia Grijp), de buurtbewoonster die het lichaam vond, levert alleen op dat de postbode nog niet lang geleden werd overgeplaatst op deze route. Annie Heylants (Lorenza Goos) is erg aangeslagen door de dood van haar broer. Ze vertelt dat Maurice een brave alleenstaande man was, die op zichzelf leefde en met niemand problemen had. Wie zou zo iemand kwaad willen doen? De postmeester (Michel Bauwens) kan evenmin het onderzoek in een stroomversnelling brengen, hoewel hij toegeeft dat Maurice niet te spreken was over zijn nieuwe ronde in de binnenstad. Vermoedelijk omdat de sociale omgang er een stuk minder is. Feit is dat er geen enkele verdachte en geen motief is totdat Ivo Verbruggen, de nieuwe partner van Van In, ontdekt dat Maurice misschien toch niet zo onschuldig was. Zou de postbode een verkeerde brief in handen hebben gekregen? En wat hebben de invloedrijke Raymond Chatelet (Marc Coessens) en diens vrouw Arlette (Elke Dom) met de hele zaak te maken?

### De Wraakengel
Lange slanke vrouwenbenen dalen de trap af. Een knappe jongedame verlaat de riante villa. Remco (Roy Aernouts) en Robert (Eric Van Herreweghe), twee bodyguards, grijnzen. Als mevrouw niet thuis is laat hun baas weleens een luxe callgirl komen om zijn SM-fantasieën bot te vieren. Even later gaat de bel en voor de deur staat een ander hoertje. De bodyguards spurten naar boven en vinden het levenloze, zwaar toegetakelde lichaam van Richard Moens. Wie was die vorige bezoekster? Als enige erfgenaam is mevrouw Esther Moens (Stephanie Meire), een ex-Miss België, hoofdverdachte. Zeker als blijkt dat ze op de hoogte was van de smerige spelletjes van haar man. Er is maar één probleem: ze heeft een waterdicht alibi. Zit het escortebureau er voor iets tussen of houden de bodyguards misschien iets achter?

### De Ongenode Gast
De familie Cuyvers zit aan het ontbijt als de politie onder leiding van Paul Kenis (Geert Hunaerts), van de cel georganiseerde misdaad, bij hen binnenvalt. Nico Cuyvers (Peter Bulckaen) was jarenlang boekhouder en leidde de witwaspraktijken van topgangster Reinhard Stievus (Ronny Waterschoot). Nu hij alles aan de politie wil opbiechten is zijn gezin in gevaar. De familie wordt ondergebracht in een vluchthuis, zeer tegen de zin van dochter Jana (Evelien Verhegge) die er dan ook onmiddellijk vandoor gaat. Van In en co zoeken en vinden de dochter, maar Jana wil niet meer naar huis. Carine Neels besluit het meisje onderdak te bieden voor de nacht. Geen goed idee zo blijkt, want nog diezelfde nacht worden ze allebei ontvoerd.

### Een Goede Buur
Mitch Dedecker krijgt op kantoor telefoon van Rudy De Roo (Maurice Wauters), een bejaarde man die buurtwachter speelt en om de haverklap aangifte doet voor de kleinste futiliteit. Dit keer duurt het gesprek nauwelijks enkele seconden, want Rudy wordt neergeslagen terwijl hij aan de lijn hangt. Een patrouille wordt meteen naar zijn woning gestuurd en vindt zijn levenloze lichaam in de keuken. De agenten vinden ook sporen van geweld. Wie heeft er baat bij de dood van deze eenzame man? Niemand en iedereen, want Rudy De Roo werkte flink wat buurtbewoners op de zenuwen met zijn aanklachten. Er zit voor de speurders niets anders op dan de alibi's van de hele wijk te controleren en uit te zoeken wie een passend motief voor de moord kan hebben. En dat zijn er nogal wat.

### Kunstminnaars
In het Museum Sint-Janshospitaal zijn de portretten van 'Willem Moreel' en 'Barbara Van Vlaenderberch' gestolen. De verdwijning is een ramp voor de museumdirectrice, Mia Demeyer (Mieke Bouve). Volgens haar moet het een diefstal op bestelling geweest zijn, want de werken zijn heel bekend en dus onverkoopbaar. Alleen een collector kan wat met de Memlings aanvangen. De nachtwaker wordt al snel hoofdverdachte wanneer blijkt dat de opnames van de bewakingscamera werden onderbroken en dat het alarm werd afgezet voor de roof. Van In is belast met deze diefstal, maar maakt zich niet erg druk over een paar verdwenen doeken. Mia Demeyer zet daarop zelf een zoekactie op het getouw en wordt hierbij geholpen door verzekeringsagent Leo Sanders (Hans De Munter). Als Sanders betrokken raakt in een aanrijding met dodelijke afloop, zegt Van Ins intuïtie hem dat de twee misdrijven iets met elkaar te maken hebben.

### Zinloos Geweld
De zeventienjarige Mario Mollinari (Jo Hens) wordt op de terugweg van school neergestoken in het park. De speurders vermoeden dat het om een afrekening in het drugsmilieu gaat, maar als een ooggetuige Mario's dealer vrijpleit, loopt dat spoor dood. Journaliste Betty Engelen (Karolien De Beck) zet extra druk op de ketel voor de inspecteurs, als ze enkele vernietigende artikels schrijft over hun onderzoekswerk. Er zit niets anders op dan Mitch Dedecker undercover naar de school te sturen. Al snel komt Mitch enkele verdachte zaken op het spoor, maar dan wordt hij door gemaskerde mannen in elkaar geslagen. Wie heeft er liever geen pottenkijkers in de buurt?

### De Stalker
Helena Van Zand (Fania Sorel) ondergaat al jaren de pesterijen en doodsbedreigingen van haar ex-man, bajesklant Gary Verstraeten (Kris Cuppens). Onder druk van haar zoon Elvis (Pieter-Jan De Wyngaert) en haar vader, Gustaaf Van Zand (Jaak Van Assche), stapt ze nogmaals naar de politie. De inspecteurs slagen er niet in harde bewijzen te verzamelen, maar commissaris De Kee is persoonlijk geraakt door dit dossier en zet een bewakingspatrouille voor de deur van Verstraeten. Die nacht wordt er een nieuwe, bijna fatale aanslag gepleegd op Helena maar de patrouille heeft Gary z'n huis niet zien verlaten. Toch wordt hij gearresteerd. Tot grote woede van de commissaris laat onderzoeksrechter Hannelore Martens Verstraeten bij gebrek aan bewijsmateriaal terug vrij. Enkele uren na z'n vrijlating wordt Verstraeten neergeschoten. Iemand heeft blijkbaar het recht in eigen handen genomen.

### Eerlijk duurt het Langst
Een wijndegustatie ter gelegenheid van de verjaardag van Chantal Schokkaert (Margot Neyskens) draait uit op een drama als het feestvarken tijdens het feest vermoord wordt. Haar inwonende zus Nora (Lotte Verlackt) is er het hart van in. Toen hun ouders om het leven kwamen bij een auto-ongeluk, werd Chantal beheerder van de erfenis. Zij keerde Nora een maandelijkse dotatie uit, maar voor wat extra zakgeld kluste die bij in de exclusieve club Flaubert. Chantal ontdekte dit en ook dat Nora een verhouding had met de getrouwde uitbater van de club, Jeroen Peeters (Erik Burke). Het feit dat Jeroens vrouw Tamara (Monika Dumon) in een rolstoel zit als gevolg van een door hem veroorzaakt ongeval, maakt alles nog erger. Van In ontdekt dat Chantal ermee dreigde de geldkraan dicht te draaien en Tamara in te lichten. Hij heeft meteen twee hoofdverdachten.

### De Caryatismoorden
Eline Vaesen (Machteld Timmermans) bijt in een witte Caryatispraline en zijgt dood neer. Een van de Brugse handelsmerken blijkt giftig te zijn. Het labo van wetsdokter Leo Vanmaele treft een te hoge dosis botergeel aan in de vergiftigde praline. Is het toeval dat haar echtgenoot Walter (Bert Cosemans) deze doos pralines kocht of is het moord met voorbedachten rade? De speurders zoeken en vinden een motief voor Walter, maar Van In is niet helemaal overtuigd. Terecht zo blijkt want in de straten van Brugge valt een toeriste dood neer na het eten van alweer een Caryatispraline. Brugge staat in en rep en roer en in allerijl wordt een persconferentie georganiseerd. Commissaris De Kee en een Brugse schepen (Christel Domen) bijten er elk voor de televisiecamera's in een praline en vallen neer.

### Het Proces
Het assisenproces tegen politie-inspecteur Ivo Verbruggen voor de moord op Gary Verstraeten is van start gegaan. Heel deze zaak laat het speurdersteam niet onberoerd en ook tussen Van In en Hannelore is de spanning al een tijdje te snijden. De magistratuur wil Verbruggen achter de tralies voor moord, maar zijn advocaat, Werner Van Hove (Wim Danckaert), tracht de jury ervan te overtuigen dat zijn cliënt handelde uit een onweerstaanbare dwang om levens te redden. Ook Hannelore wordt op het proces zwaar op de rooster gelegd voor haar bijdrage in de vrijlating van Gary Verstraeten. Als ze bij Van In niet terechtkan, zoekt en vindt ze steun bij haar collega onderzoeksrechter Van Steenkisten. Ondertussen is een bende zakkenrollers de straten van Brugge onveilig aan het maken. Aan Neels en Dedecker de opdracht om deze boevenbende aan te houden.

### De Perfecte Moord
Tine Engelen wordt door haar moeder dood aangetroffen in haar woonkamer. De 23-jarige hostess werd gestikt met een kussen. Onder haar nagels vindt wetsdokter Vanmaele enkele bruine haren. Volgens Ignace Dewael (Jan Van Looveren), de zaakvoerder van D'Hulst Hostess Service, was huisfotograaf Nick Van Avermaet (Maarten Claeyssens) tot over z'n oren verliefd op Tine en beloofde hij haar een internationale modellencarrière. Maar Tine ging niet in op z'n avances. Ze had haar hart gegeven aan een getrouwde man, over wie ze de laatste dagen behoorlijk mysterieus deed. Nick wordt gearresteerd. Hoewel z'n DNA overeenkomt met de haren die werden gevonden, blijft hij zijn onschuld uitschreeuwen. Als twee dagen later een privédetective vermoord wordt teruggevonden en hij een dossier over Dewaels doen en laten heeft, begint heel het zaakje te stinken. Intussen waait er een nieuwe wind door het politiebureau als Dedecker op uitwisseling gaat naar Rotterdam en de uitbundige Nederlandse Tamara Meijer haar opwachting maakt.

### Het Groot Lot
Hannelore heeft aan Van In toegegeven dat ze een verhouding heeft gehad met Van Steenkiste.
Hoewel ze veel spijt heeft van haar misstap, trekt Van In het huis uit. Veerle Debacker (Mieke Dobbels) doet intussen een lugubere ontdekking. Ze treft haar buurman, Jean Versmissen, dood aan in z'n traphal. Hij overleed ten gevolge van een hoofdtrauma, maar niet door een val van de trap. Hij werd neergeslagen en daarna verplaatst. Iemand wilde het dus op een ongeluk doen lijken. Neels en Meijer vinden tijdens de huiszoeking een vliegticket naar Singapore en achterhalen dat Jean een affaire had met twee vrouwen. Onze weduwnaar zocht contact via een advertentie in de krant 'Lottowinnaar zoekt vaste relatie'. Maar Jean won nooit de lotto.

### Doodvonnis
Er breken spannende tijden aan voor de speurders wanneer Van In na een nachtje stappen vermist wordt. Het wordt al snel duidelijk dat dit geen gewone verdwijning is: Van In is ontvoerd. Hannelore zit na haar verhouding en door de ontvoering in zak en as, maar dan krijgt ze bezoek dat als een geschenk uit de hemel komt. Guido Versavel is terug in het land. Enkele getuigen kunnen de speurders ondertussen op de juiste weg zetten. Het blijkt immers dat een vrijgelaten pedofiel, Yves Bauwens (Luk Wyns), op wraak belust is. Van In zorgde ervoor dat hij tien jaar geleden achter de tralies verdween. Het wordt een race tegen de klok om de hoofdinspecteur uit de klauwen van Bauwens te krijgen. Als blijkt dat hij ook een bom heeft verstopt in het huis van Hannelore en de kinderen, begint de tijd helemaal te dringen.